# Poecilopsetta multiradiata
Poecilopsetta multiradiata är en fiskart som beskrevs av Kawai, Amaoka och Bernard Séret 2010. Poecilopsetta multiradiata ingår i släktet Poecilopsetta och familjen flundrefiskar. Inga underarter finns listade i Catalogue of Life.